# رانيا السيد
رانيا السيد (مواليد 1981) ملكة جمال مصر عام 2000، عملت مذيعة لبرامج المنوعات والبرامج السياسية، ثم اتجهت بعد ذلك إلى مجال التمثيل، وقامت بأداء العديد من الأدوار إلى جانب نجوم كبار.

## حياتها الخاصة
تزوجت من الماكيير محمود مرشد.[بحاجة لمصدر]